# Parazaona klapperichi
Espèce
Parazaona klapperichi est une espèce de pseudoscorpions de la famille des Chernetidae.

## Distribution
Cette espèce est endémique de République dominicaine. Elle se rencontre vers Sabaneta.

## Description
Le mâle holotype mesure 4,5 mm.

## Publication originale
- Beier, 1976 : Pseudoscorpione von der Dominicanischen Republik (Inset Haiti). Revue Suisse de Zoologie, vol. 83, no 1, p. 45-58 (texte intégral).